# Academia Romena
A Academia Romena (em romeno: Academia Română) é uma organização intelectual da Roménia. Fundada em 1866, a instituição possui sede na capital Bucareste. Rege a produção científica, artística, língua e a literatura nacionais . Possui 181 membros com mandatos bianuais.